# Perigea parastichtoides
Perigea parastichtoides là một loài bướm đêm trong họ Noctuidae.